# رابنوواتس
رابنوواتس (صربی: Rabenovac}} یک منطقهٔ مسکونی در صربستان است که در Rekovac واقع شده‌است.
 رابنوواتس  ۱۲۸ نفر جمعیت دارد.